# Кахибио
Кахибио (исп. Cajibío) — город и муниципалитет на юго-западе Колумбии, на территории департамента Каука. Входит в состав Центральной провинции.

## История
Поселение, из которого позднее вырос город, было основано 16 октября 1560 года. Муниципалитет Кахибио был выделен в отдельную административную единицу в 1911 году.

## Географическое положение

Муниципалитет Кахибио

Город расположен в центральной части департамента, в горной местности Центральной Кордильеры, на расстоянии приблизительно 14 километров к северу от города Попаян, административного центра департамента. Абсолютная высота — 1826 метров над уровнем моря.
Муниципалитет Кахибио граничит на севере с территорией муниципалитета Моралес, на северо-востоке — с муниципалитетом Пьендамо, на востоке — с муниципалитетом Сильвия, на юго-востоке — с муниципалитетом Тоторо, на юге — с муниципалитетом Попаян, на западе — с муниципалитетом Эль-Тамбо. Площадь муниципалитета составляет 747 км².

## Население
По данным Национального административного департамента статистики Колумбии, совокупная численность населения города и муниципалитета в 2015 году составляла 37 522 человека.
Динамика численности населения муниципалитета по годам:
| 2005   | 2006   | 2007   | 2008   | 2009   | 2010   | 2011   | 2012   | 2013   | 2014   | 2015   |
| ------ | ------ | ------ | ------ | ------ | ------ | ------ | ------ | ------ | ------ | ------ |
| 34 706 | 34 956 | 35 190 | 35 447 | 35 713 | 35 988 | 36 303 | 36 596 | 36 909 | 37 218 | 37 522 |

Согласно данным переписи 2005 года мужчины составляли 52,7 % от населения Кахибио, женщины — соответственно 47,3 %. В расовом отношении белые и метисы составляли 80,5 % от населения города; негры, мулаты и райсальцы — 15,8 %; индейцы — 3,7 %.
Уровень грамотности среди всего населения составлял 81,8 %.

## Экономика
Основу экономики Кахибио составляют сельское хозяйство и лесозаготовка.
68 % от общего числа городских и муниципальных предприятий составляют предприятия торговой сферы, 26,4 % — предприятия сферы обслуживания, 5,2 % — промышленные предприятия, 0,4 % — предприятия иных отраслей экономики.